# آنا كاستلان
آنا  كاستلان (مواليد 1980) هي لاعبة كرة طائرة كرواتية متقاعدة . كانت تلعب في المنتخب الوطني الكرواتي للسيدات لكرة الطائرة .
تنافست كاستلان لصالح المنتخب الوطني الكرواتي في بطولة أوروبا للسيدات للكرة الطائرة عام 1999 ، وفازت    بالمركز الثاني.  تنافست أيضا لصالح المنتخب الوطني في الألعاب الأولمبية الصيفية لعام 2000 في سيدني ، أستراليا ، وحصلت على المركز السابع.
تقاعدت كاستلان  في عام 2005.

## روابط خارجية
- آنا كاستلان على موقع عالم الكرة الطائرة (الإنجليزية)
- آنا كاستلان على موقع أوليمبيديا (الإنجليزية)
- الملف الشخصي في sports-reference.com
- http://www.cev.lu/Competition-Area/PlayerDetails.aspx؟[وصلة مكسورة] TeamID = 3110 & PlayerID = 20463 & ID = 34[وصلة مكسورة]
- https://issuu.com/hrvatskiolimpijskiodbor/docs/monograph/230
- http://www.hoo.hr/en/awards-and-acknowledgements/most-successful-athletes-and-teams/1717-1999-athletes-of-the-year